# Нуско
Нуско (итал. Nusco) је насеље у Италији у округу Авелино, региону Кампанија.
Према процени из 2011. у насељу је живело 1783 становника. Насеље се налази на надморској висини од 837 м.

## Становништво
Према резултатима пописа становништва 2011. у општини је живело 4.258 становника.
| 1931. | 1936. | 1951. | 1961. | 1971. | 1981. | 1991. | 2001. | 2011. |
| ----- | ----- | ----- | ----- | ----- | ----- | ----- | ----- | ----- |
| 5.387 | 6.017 | 6.812 | 5.866 | 5.139 | 5.206 | 5.053 | 4.420 | 4.258 |

## Партнерски градови
- Ланчано
- Винчи
- Трикарико (Матера)